# Akropolis-Turnier 2006
Die 21. Auflage des Akropolis-Basketball-Turniers 2006 fand zwischen dem 31. Juli und 2. August 2006 im Vorort Marousi von Athen statt. Ausgetragen wurden die insgesamt sechs Spiele in der Olympiahalle.
Neben der gastgebenden Griechischen Nationalmannschaft nahmen auch die Nationalmannschaften aus Italien, Frankreich sowie Kroatien teil. Während Kroatien erst zum zweiten und Frankreich zum dritten Mal beim Akropolis-Turnier vertreten waren, nahm Italien zum bereits 13. Mal am Turnier teil.
Zu den Stars des Akropolis-Turniers 2007 gehörten neben den Griechen Dimitrios Diamantidis und Theodoros Papaloukas die Franzosen Tony Parker, Mickaël Piétrus und Boris Diaw.
Als MVP des Turniers wurde der Grieche Dimitrios Diamantidis ausgezeichnet.

## Begegnungen
| 31. Juli 2006  | Griechenland | 79 - 54 | Kroatien   |
| 31. Juli 2006  | Italien      | 59 - 66 | Frankreich |
| 1. August 2006 | Griechenland | 70 - 63 | Italien    |
| 1. August 2006 | Frankreich   | 76 - 69 | Kroatien   |
| 2. August 2006 | Griechenland | 70 - 56 | Frankreich |
| 2. August 2006 | Italien      | 69 - 73 | Kroatien   |

## Tabelle
| Rang | Land         | Punkte | Körbe   |
| ---- | ------------ | ------ | ------- |
| 1    | Griechenland | 6      | 219-163 |
| 2    | Frankreich   | 5      | 198-198 |
| 3    | Kroatien     | 4      | 196-224 |
| 4    | Italien      | 3      | 191-209 |